# شهرستان سوسومانسکی
شهرستان سوسومانسکی (به لاتین: Susumansky District) یک شهرستان در روسیه است که در استان ماگادان واقع شده‌است.